# Бавеншов
Бавеншов (фр. Bavinchove) насеље је и општина у североисточној Француској у региону Север-Па де Кале, у департману Север која припада префектури Денкерк.
По подацима из 2011. године у општини је живело 925 становника, а густина насељености је износила 111,31 становника/km². Општина се простире на површини од 8,31 km². Налази се на средњој надморској висини од 38 метара (максималној 93 m, а минималној 15 m).

## Демографија
| 1962. | 1968. | 1975. | 1982. | 1990. | 1999. | 2011. |
| ----- | ----- | ----- | ----- | ----- | ----- | ----- |
| 725   | 745   | 741   | 747   | 848   | 955   | 925   |

График промене броја становника у току последњих година